# Консулова, Муза Борисовна
Му́за Бори́совна Ко́нсулова (укр. Му́за Бори́сівна Ко́нсулова; 20 июля 1921, Романовка, УССР — 18 марта 2019, Москва, Россия) — советский архитектор.

## Биография
Жена архитектора Анатолия Консулова. В юности профессионально училась музыке. Окончила с отличием Московский архитектурный институт (1941—1946). Преподаватели по специальности М. А. Барщ, Г. Д. Зумблат, Б. Г. Бархин, Ю. С. Яралов и другие. Работала в основном во Львове с 1947 года. Архитектор в институте «Львівпроект». Член Союза архитекторов УССР с 1952 г. В течение 1951—1957 гг. училась в аспирантуре Научно-исследовательского института архитектурных сооружений Академии строительства в Киеве. В 1963 году защитила кандидатскую диссертацию на тему «Малоэтажные жилые дома с квартирами в двух уровнях». В 1964 году по конкурсу избрана, а в 1966 году утверждена в звании доцента кафедры архитектуры Львовского политехнического института. За проект энергетического корпуса Львовского политехнического института отмечена премией Совета Министров СССР (1978). Совместно со студентами разработала проекты реставрации замков Львовщины. Автор ряда научных статей.

## Проекты и постройки
- Участие в проектировании застройки новой городской площади перед Львовским оперным театром (1952—1953 соавторы В. Гольдштейн, С. Соколов, Г. Шведский-Винецкий, не реализовано).
- Общетехнический корпус Львовского политехнического института на нынешней улице Митрополита Андрея, 5 (соавторы В. Голдовский, Г. Рахуба)[2].
- Корпус энергетического факультета Львовского политехнического института на нынешний улице Бандеры, 28 (1966—1972, соавторы В. Голдовский, Г. Рахуба)[2].
- Кофейня в Стрыйском парке (1953—1956).
- Ресторан в Парке культуры и отдыха им. Б. Хмельницкого.
- 7-этажный жилой дом на проспекте Чорновола, 3 в Львове (1955—1957, соавтор В. Гольдштейн).